# 윤성현 (음악 프로듀서)
윤성현(Yun Seong-Hyeon)은 대한민국의 음악 프로듀서이다.
2006년에 MNE 아카데미 보컬 디렉터로 시작한 윤성현은 EXID, Navi, Noel 등의 그룹을 키워냈으며, 2012년에는 Dream 아카데미의 CEO 및 디렉터를 거쳐 2017년부터는 UPVOTE 엔터테인먼트에서 프로듀서로 활동했다.

## 학력
- 2008년 ~ 2012년 한국방송통신대학교 경영학 학사
- 2012년 ~ 2016년 호원대학교 실용음악학과 학사

## 경력
- 2006 ~ 2008, MNE 아카데미 보컬 디렉터
- 2008 ~ 2012, ITM 엔터테인먼트 프로듀서 & A&R (EXID, Navi, Noel)
- 2012 ~ 2017, 드림 아카데미 CEO & 디렉터
- 2017 ~ 2023, UPVOTE 엔터테인먼트 프로듀서